# Pro Honore
Pro Honore ist eine als gemeinnützig anerkannte Hamburger Institution. Der Verein bekämpft seit 1925 den unlauteren Wettbewerb und alle Erscheinungsformen der Wirtschaftskriminalität, die geeignet sind, auch die Allgemeinheit zu schädigen.

## Geschichte
Pro Honore wurde im Jahr 1925 ins Leben gerufen, um der Hamburger Bevölkerung, namentlich den Handel- und Gewerbetreibenden, eine Vertrauensstelle zur Bekämpfung des Bestechungs- und Schmiergelderunwesens sowie sonstiger der kaufmännischen Ehre widersprechender Unsitten und Missbräuche zu sein.
Der Einladung von Bürgermeister Petersen zu einer „Besprechung über Maßnahmen gegen die Corruption“ folgten am 7. April 1925 bedeutende Persönlichkeiten Hamburgs, der Hamburger Wirtschaft und der hamburgischen Behörden. Man tagte im Fraktionszimmer der demokratischen Partei des Hamburger Rathauses in dem Bewusstsein, dass der Einzelne sich kaum mit Erfolg gegen lästige Erscheinungsformen, wie Korruption und andere wirtschaftskriminelle Handlungen, zur Wehr setzen kann – unangenehme Folgen des Großen Krieges von 1914 bis 1918, die in zunehmendem Maße schädigend und vertrauenzersetzend auf weite Kreise der Gewerbetreibenden und der Konsumenten einwirkten. Unter dem Namen „pro honore“ wollte man dagegen angehen und für die volle Wiederherstellung der alten Hamburger Ehrbarkeit sorgen. Zu den Teilnehmern der Gründungssitzung zählten: Bürgermeister Carl Friedrich Petersen, Wilhelm Cuno, Knauer, Max M. Warburg, Guido Möring, Reymann, Hermann Rudolf Münchmeyer, Georg Steinike, Hannes Kaufmann sowie Wilhelm Nolte.
Erst am 4. April 1927 wird die Eintragung von „Pro honore“ ins Vereinsregister beschlossen. Die bisherige Stellung als Gesellschaft des bürgerlichen Rechts sei – so Vorsitzender Max M. Warburg – nicht ausreichend.
Am 20. August 1927 stellte das geschäftsführende Vorstandsmitglied, Guido Möring, den von folgenden Gründern unterschriebenen Antrag auf Eintragung: Carl Petersen, Cuno, Knauer, Hermann Münchmeyer, Max M. Warburg, Kaufmann und Steinike. Dem Antrag mit der von Möring verfassten Satzung wurde am 24. August 1927 die amtliche Zustimmung erteilt. Die erste Eintragung von „Pro honore“ in das Vereinsregister erfolgt sodann am 30. August 1927 unter der Nummer 2187.
Der Vorstand verkündete im Jahr der Eintragung eine Mitgliederzahl von 118 sowie 50 Förderern.

## Name
„Schon im Namen ‚Pro honore‘, d.h. ‚Für unsere Ehrenhaftigkeit‘ wird die Absicht deutlich, dass man nicht neue Paragraphen ausarbeiten oder eine bürokratische Organisation zur Erledigung einer bestimmten Summe von Einzelfällen schaffen will, sondern dass man um die Gesinnung der im wirtschaftlichen und sozialen Leben tätigen Menschen wirbt. Ob die große Mehrheit des Volkes Treu und Glauben gewahrt wissen und selbst wahren will, ob sie anständige Geschäfte machen oder ‚räubern‘ möchte, das ist wichtig und darauf kommt es an.“

Bei der Gründung wurde beschlossen, Pro Honore unter das Motto Kampf gegen das Bestechungs- und Schmiergeldwesen und für die Ehrbarkeit im Handel und Wandel zu stellen. Die Eintragung in das Vereinsregister folgte dann unter dem Namen Pro honore.
Am 2. Juli 1930 beschließt der Vorstand die Änderung des Vereinsnamens in Pro Honore Verein für Treu und Glauben im Geschäftsleben e.V.
Fast 70 Jahre später, im Januar 1999, wird erneut über den Namen von Pro Honore abgestimmt. Der Vorstand – unter Leitung des Vorsitzenden Rolf Klauer (seit 1997) – legte am 28. Januar 1999 der Mitgliederversammlung den Vorschlag vor, den Namen in Pro Honore e .V. zu ändern. Der erläuternde Zusatz „Für Treu und Glauben im Geschäftsleben“ solle zukünftig variabel erscheinen können, so u. a. in der Form „Treu und Glauben im Wirtschaftsleben“ oder „Gegen Wirtschaftskriminalität“. Pro Honore – so Vorsitzender Rolf Klauer – ist aufgrund seines nahezu 75-jährigen Bestehens so bekannt, dass erläuternde Zusätze wegfallen dürfen. Pro Honore sei Marke und Programm zugleich. Ein richtiger Schritt ins neue Jahrtausend, befindet die Mitgliederversammlung und nimmt den Vorschlag einhellig an.

## Aufgaben
Nach § 2 der Satzung sorgt Pro Honore für die Wahrung von Ehrbarkeit und von Treu und Glauben auf allen Gebieten des Wirtschaftslebens. Er bekämpft insbesondere den unlauteren Wettbewerb und Erscheinungsformen der Wirtschaftskriminalität, die geeignet sind, auch die Allgemeinheit zu schädigen. Pro Honore nimmt insbesondere folgende Aufgaben wahr:
- Förderung und Durchsetzung von Ehrbarkeit und lauterem Verhalten im Wirtschaftsleben, insbesondere durch die Geltendmachung von Unterlassungsansprüchen.
- Vorgehen gegen unlauteres Verhalten im Wettbewerb und gegen Wirtschaftskriminalität.
- Unterhaltung der Hamburger Vertrauensstelle zum Schutz vor Kriminalität in der Wirtschaft, die dem Hinweisgeber Anonymität gewährt.
- Unbürokratische Kommunikation zwischen Wirtschaft und Behörden.
- Zusammenarbeit mit Kammern sowie mit Fach- und Spitzenverbänden der Wirtschaft.

### Der unlautere Wettbewerb
Pro Honore prüft unlautere Handlungen nach dem Gesetz gegen den unlauteren Wettbewerb (UWG) und dem Gesetz gegen Wettbewerbsbeschränkungen (GWB), berät seine Mitglieder in diesem Bereich und verfolgt solche unlauteren Handlungen.
Pro Honore kann gemäß § 8 Abs. 3 Nr. 2 UWG Beseitigungs- und Unterlassungsansprüche nach dem UWG in eigenem Namen geltend machen. Hinweise zu Kartellrechtsverstößen kann Pro Honore im eigenen Namen ohne Aufdeckung des wahren Hinweisgebers an die zuständigen Behörden weiterleiten.

### Die Hamburger Vertrauensstelle zum Schutz vor Kriminalität in der Wirtschaft
Im Jahr 2003 gründete Pro Honore gemeinsam mit den Hanseatischen Institutionen Handelskammer Hamburg, Handwerkskammer Hamburg sowie der Versammlung Eines Ehrbaren Kaufmanns zu Hamburg e.V. eine Vertrauensstelle gegen Korruption. Als Erweiterung dieser Einrichtung arbeitet die Stelle seit September 2011 unter dem Namen „Hamburger Vertrauensstelle zum Schutz vor Kriminalität in der Wirtschaft“.
Die Vertrauensstelle ist ein Ansprechpartner für Zeugen und Hinweisgeber, die aus Angst vor Repressalien, Angst um ihre wirtschaftliche Existenz oder ihren Arbeitsplatz Kenntnisse und Hinweise über kriminelles Verhalten nicht offen aussprechen können oder wollen. Aufgrund solcher Ängste bleibt viel Kriminelles im Verborgenen oder es mangelt an belastbaren Beweisen für die Verfolgung. Zugleich steht der Zeuge oder Hinweisgeber unter einem enormen seelischen Druck, sich nicht gefahrlos offenbaren zu können. Die Vertrauensstelle soll dem Zeugen und Hinweisgeber einen Ausweg aus seinem Dilemma bieten.
Die Vertrauensstelle gewährleistet dem Zeugen und Hinweisgeber Vertraulichkeit und Anonymität. Sie wird durch einen Rechtsanwalt geleitet, der berufsrechtlich zur Verschwiegenheit verpflichtet ist.

### Das Hamburger Compliance Modell
In Zusammenarbeit mit der Handelskammer Hamburg und der HSBA Hamburg School of Business Administration hat Pro Honore das Hamburger Compliance Modell entwickelt. Es soll kleinen und mittleren Unternehmen die Implementierung von Compliance-Management-Systemen erleichtern.
Unterstützt wird das Hamburger Compliance Modell unter anderem von der Versammlung eines Ehrbaren Kaufmanns e.V. und dem Hamburger Consulting Club.
Die Handelskammer Hamburg verleiht das Hamburger Compliance Zertifikat, wenn das Unternehmen alle Anforderungen des Hamburger Compliance Modells erfüllt.

### Die Hinweisgeberstelle
Pro Honore berät und schult seine Mitglieder auch zum Thema Compliance.
Pro Honore kann vom Unternehmen als externe Hinweisgeberstelle (auch: Whistleblower-Hotline) eingesetzt werden. Besteht der Verdacht unredlichen Verhaltens von Kollegen oder anderen Unternehmensangehörigen kann sich der Hinweisgeber an diese Stelle wenden und den Sachverhalt berichten. Der Hinweisgeber kann so anonym bleiben und muss arbeitsrechtliche, andere wirtschaftliche oder persönliche Sanktionen nicht fürchten. Andererseits erlangt so die Unternehmensführung Kenntnis von missbilligten Verhalten seiner Mitarbeiter und kann dementsprechend Schwachstellen bei der Prävention solchen Verhaltens erkennen und schließen.

## Mitglieder
Pro Honore wird insbesondere von der Handelskammer Hamburg und der Handwerkskammer Hamburg unterstützt. Ihm gehört zudem eine Vielzahl gewerblicher Mitglieder an, darunter mehrere Verbände, denen wiederum über einhunderttausend Mitglieder angeschlossen sind. Daher ist Pro Honore auch als ein rechtsfähiger Verband zur Förderung gewerblicher oder selbständiger beruflicher Interessen im Sinne von § 8 Abs. 3 Nr. 2 UWG anerkannt.